# 센티미엔토스 아헤노스
《센티미엔토스 아헤노스》(스페인어: Sentimientos ajenos)은 1996년 방영된 멕시코의 텔레노벨라이다.